# Меррик, Дорис
Дорис Меррик (англ. Doris Merrick), имя при рождении Дорис Симпсон (англ.  Doris Simpson; 6 июня 1919 года — 30 ноября 2019 года) — американская киноактриса 1940—1950-х годов.
Свои наиболее заметные роли Меррик сыграла в фильмах «Время убивать» (1942), «Большой шум» (1944), «Охотники за сенсациями» (1945), «Дитя развода» (1946), «Фальшивомонетчики» (1948), «Сражающийся жеребец» (1950), «Неукрощённые женщины» (1952) и «Неандерталец» (1953).

## Ранние годы жизни и начало карьеры
Дорис Меррик, имя при рождении Дорис Симпсон, родилась 6 июня 1919 года в Чикаго, СШАв многодетной семье, где у неё было три сестры и шестеро братьев. Во время учёбы в средней школе в Чикаго, Дорис стала заниматься вокалом и выступать на сцене с тремя своими поющими сёстрами. После окончания школы Дорис работала солисткой на радиоканале NBC и моделью в Чикаго.

## Карьера в кино
В конце 1941 года Меррик прошла кинопробы на Warner Brothers и подписала со студией контракт. Поначалу на студии ей дали имя Бет Дрейк, но летом 1942 года она сменила его на Дорис Меррик. В 1942 году она сыграла (без упоминания в титрах) роль танцовщицы в музыкальном биографическом фильме «Янки Дуддл Денди» (1942), а также в романической комедии 20th Century Fox «Другая женщина» (1942).
В 1942—1944 годах Меррик постоянно работала на студии 20th Century Fox. В фильме нуар «Время убивать» (1942) Меррик сыграла одну из главных ролей Линды Конквест, певицы из ночного клуба, которая якобы украла антикварную монету, дублон Брашера, из коллекции своей свекрови. Богатая свекровь нанимает частного детектива Майкла Шейна (Ллойд Нолан), чтобы она нашёл Линду, забрал у неё дублон и добился её развода со своим сыном. Однако, как выясняется, Линда не брала монету и сама хочет развода. Тем же вечером в клубе Линда находит для Шейна важную улику, после чего начинает помогать ему в расследовании. Между ней и Шейном складываются романтические отношение, и в финале картины она обещает детективу сразу же после оформления развода выйти за него замуж. После выхода картины на экраны рецензент «Нью-Йорк Таймс» назвал её «искусным маленьким детективом», особенно отметив игру Нолана в главной роли. Меррик впоследствии говорила, что этот фильм стал самым любимым в её карьере. В том же году Меррик появилась в романтической комедии «Проблема с девушкой» (1942) с Джоан Беннетт в главной роли, а год спустя в романтической комедии 20th Century Fox «Небеса могут подождать» (1943) с Джин Тирни в главной роли Меррик исполнила роль медсестры (без указания в титрах). Во время Второй мировой войны она принимала участие в мероприятиях в поддержку военнослужащих, в апреле 1943 года её фото было опубликовано на обложке армейского журнала Yank.
В приключенческой комедии «Большой шум» (1944) пара комиков Лорел и Харди сыграли телохранителей эксцентричного изобретателя Алвы Хартли, который создаёт стратегически важную бомбу. Меррик сыграла в этой картине роль Эвелин, красивой племянницы одной из преступниц, которую та приглашает к себе, чтобы выманить учёного из дома, а затем похитить его секретную разработку. Однако Альва по-настоящему влюбляется в Эвелин, которая пытается предупредить его о бандитах, и в итоге обоих спасают Лорел и Харди. Затем Меррик сыграла роль второго плана в шпионской мелодраме «Вашингтонские дамы» (1944), за которой последовала военная комедия «Тем временем, дорогая» (1944), в которой речь шла об избалованной девушке из общества (Джинн Крейн), которая выходит замуж за армейского офицера. Она пытается приспособиться к жизни в военной казарме и найти общий язык с жёнами других офицеров, одну из которых сыграла Меррик.
В 1945 году Меррик сыграла роли второго плана в мелодраме Universal Pictures «Эта наша любовь» и музыкальной комедии Columbia Pictures «Пойти спать». В криминальной мелодраме студии Monogram Pictures «Охотники за сенсациями» (1945) Меррик сыграла главную роль наивной и честной девушки из неблагополучной семьи, которая после серии жизненных неурядиц устраивается танцовщицей в сомнительный ночной клуб. Она влюбляется в проходимца, который связывается с мафией и из-за денег изменяет ей с её лучшей подругой, что приводит к трагической развязке.
До конца 1940-х годов Меррик сыграла ещё в трёх фильмах — «Дитя развода» (1946), «Странствующая леди» (1947) и «Фальшивомонетчики» (1948). Мелодрама RKO Radio Pictures «Дитя развода» (1946) рассказывала о судьбе восьмилетней девочки, которая становится свидетельницей измены матери, а затем участницей бракоразводного процесса родителей. Так как после развода каждый из родителей начинает жизнь с новым партнёром (новую подругу отца играет Меррик), девочка в итоге оказывается в школе-интернате, где мечтает о полноценной семье. В романтической комедии «Странствующая леди» (1947) на студии Republic Pictures Меррик сыграла роль второго плана сестры главной героини, которая выдаёт себя за автора успешного романа. Год спустя в независимой криминальной мелодраме «Фальшивомонетчики» (1948) Меррик исполнила главную женскую роль дочери одного из фальшивомонетчиков, в которую влюбляется следователь Скотленд-Ярда. Поначалу она пытается защитить отца от преследования, однако затем осознаёт ошибочность свои действий и становится на сторону закона.
Мелодрама «Сражающийся жеребец» (1950) рассказывала о слепнущем герое Второй мировой войны Лоне Эвансе (Билл Эдвардс), который возвращается на родную ферму в Вайоминг, чтобы ухаживать за лошадьми. Меррик сыграла в этой картине главную женскую роль медсестры, с которой у Лоном начинается роман, и которая помогает ему справиться со слепотой и с уходом за любимым жеребцом, а затем находит для Лона врача, готового восстановить ему зрение.
В фантастическом фильме «Неукрощённые женщины» (1952), действие которого происходит на одном из не обнаруженных цивилизацией тихоокеанских островов во время Второй мировой войны, Меррик исполнила главную женскую роль предводительницы племени женщин-потомков британских друидов, которая должна решить судьбу экипажа упавшего на остров американского бомбардировщика. Одновременно женское племя вынуждено отражать атаки дикого племени волосатых мужчин, а также плотоядных гигантских растений и огромных динозавров, обитающих на острове. Год спустя вышел фантастический хоррор «Неандерталец» (1953), в котором Меррик сыграла роль невесты одержимого калифорнийского учёного, разработавшего препарат, превративший кошку в саблезубого тигра, а его самого — в неандертальца. Последней работой Меррик для большого экрана стала музыкально-биографическая лента «Прерванная мелодия» (1955), где она появилась в эпизодической роли медсестры.
Наряду с работой в кино Меррик снялась также в нескольких телесериалах, среди них «Сиско Кид» (1951—1952, 2 эпизода), «Приключения Кита Карсона» (1952, 3 эпизода), «Большой город» (1952) и «Дни в Долине смерти» (1952).

## Личная жизнь
С 1936 по 1944 год Меррик была замужем за Максимилианом «Максом» Мареком, бывшим боксёром, который стал торговцем алкоголем. В браке у них родилась дочь Дорис «Ди». Брак закончился разводом.
В феврале 1946 года Меррик вышла замуж за землевладельца и лесопромышленника Джона Мигера Нолла. У пары родилось четверо детей — дочери Элизабет Энн и Кэтлин Сьюзен, сын Джон Мигер (1950) и дочь Чарла Майкл. Семья многие годы прожила на ранчо в Калифорнии. В 1962 году брак закончился разводом. В 1964 году Меррик вышла замуж за адвоката из Лос-Анджелеса Мэттью Лоутона Хэтфилда, который умер в 1986 году.
Согласно статье в газете Yuma Sun, после смерти мужа Дорис жила с дочерью Ди в калифорнийском городке Ранчо-Мираж. Затем Дорис переехала в Юму, чтобы быть поближе к двум другим своим дочерям, где и проживала в доме для престарелых под именем Дорис Хэтфилд.

## Смерть
Дорис Меррик умерла 30 ноября 2019 года в возрасте 100 лет в Юме, Аризона, от сердечной недостаточности. У неё осталось 13 внуков, 11 правнуков, и двое пра-правнуков.

## Фильмография
| Год        |   | Русское название         | Оригинальное название        | Роль                                         |
| ---------- | - | ------------------------ | ---------------------------- | -------------------------------------------- |
| 1942       | ф | Проблема с девушкой      | Girl Trouble                 | Сьюзен                                       |
| 1942       | ф | Время убивать            | Time to Kill                 | Линда Конквест Мердок                        |
| 1942       | ф | Янки Дудл Денди          | Yankee Doodle Dandy          | танцовщица (в титрах не указана)             |
| 1942       | ф | Другая женщина           | That Other Woman             | Айрин (в титрах не указана)                  |
| 1943       | ф | Небеса могут подождать   | Heaven Can Wait              | Нелли Браун, медсестра (в титрах не указана) |
| 1944       | ф | Вашингтонские дамы       | Ladies of Washington         | Сьюзен                                       |
| 1944       | ф | Большой шум              | The Big Noise                | Эвелин                                       |
| 1944       | ф | Тем временем, дорогая    | In the Meantime, Darling     | миссис Макэндрюс                             |
| 1945       | ф | Охотники за сенсациями   | Sensation Hunters            | Джули Роджерс                                |
| 1945       | ф | Эта наша любовь          | This Love of Ours            | Вивиан                                       |
| 1945       | ф | Пойти спать              | Hit the Hay                  | Сэлли Мэнсфилд                               |
| 1946       | ф | Дитя развода             | Child of Divorce             | Луиз Норман                                  |
| 1947       | ф | Странствующая леди       | The Pilgrim Lady             | Миллисент Рэнкин                             |
| 1948       | ф | Фальшивомонетчики        | The Counterfeiters           |                                              |
| 1950       | ф | Сражающийся жеребец      | The Fighting Stallion        | Джинн Бартон                                 |
| 1951— 1952 | с | Сиско Кид                | The Cisco Kid                | разные роли (2 эпизода)                      |
| 1952       | ф | Неукрощённые женщины     | Untamed Women                | Сандра                                       |
| 1952       | с | Приключения Кита Карсона | The Adventures of Kit Carson | разные роли (3 эпизода)                      |
| 1952       | с | Большой город            | Big Town                     | Пегги Колтер                                 |
| 1952       | с | Дни в долине смерти      | Death Valley Days            | Клем Берри                                   |
| 1953       | ф | Неандерталец             | The Neanderthal Man          | Рут Маршалл                                  |
| 1955       | ф | Прерванная мелодия       | Interrupted Melody           | медсестра (в титрах не указана)              |